# Gestern – heute (Kassettenalbum)
Gestern – heute ist das 53. Studioalbum des österreichischen Schlagersängers Freddy Quinn, das vom Musiklabel Karussell (Nummer 829 654-4; im Rahmen der Serie Star Karussell) auf Kompaktkassette in Deutschland veröffentlicht wurde. Nicht verwechselt werden darf es mit dem Schallplattenalbum Gestern – heute, das 1976 im Label Polydor erschien. Der Vertrieb geschah durch MusiCassetten & Schallplatten Karussell, das phonographische Copyright lag bei Polydor International GmbH und Deutsche Grammophon GmbH. Der Druck geschah durch Wilhelm Schröer & Co. Acht der Titel wurden von Freddy Quinn in den Jahren 1956 bis 1982 als Single veröffentlicht.

## Kompaktkassettenhülle
Auf der Kompaktkassettenhülle ist Freddy Quinn zu sehen, der mit einem schwarzen Hemd bekleidet ist und dazu einen großen weißen Querbinder und ein weißes Sakko trägt. In seiner rechten Hand hält er ein Kabel-Mikrofon und singt. Ganz oben befindet sich der Schriftzug „Freddy Quinn“ in großen cremefarbenen Versalien und darunter der Albumtitel in mit weißen Kapitälchen auf rotem Hintergrund. Im unteren Bereich der Hülle werden einige Lieder des Albums genannt.

## Titelliste
Das Album beinhaltet folgende zwölf Titel:
- Seite 1

1. Heimweh
2. Unter fremden Sternen
3. La Guitarra Brasiliana
4. Wolgalied
5. La Paloma
6. Und dann geh’ ich alleine nach Hause

- Seite 2

1. Und darum bin ich heute wieder hier
2. Was ich brauch’
3. Weil ich dich wirklich liebe
4. All I Want Is You to Need Me Too
5. The Road Away From Love
6. Dafür lebe ich